# The Lion in Winter (2003)
The Lion in Winter (bra: Bárbaros & Traidores; prt: O Leão no Inverno) é um filme estadunidense de 2003, do gênero drama romântico e histórico, dirigido por Andrei Konchalovsky. 
Trata-se de uma refilmagem do filme homônimo de 1968, por sua vez uma adaptação da peça homônima de James Goldman, autor do roteiro.

## Enredo
O rei Henrique 2.º mantém a sua mulher, Eleanor, fechada nas torres devido às suas frequentes tentativas de o derrubar. Com Eleanor fora do caminho ele pode estar à vontade com a sua jovem amante. Escusado será dizer que a rainha não está satisfeita, embora ela ainda tem carinho para o rei. Trabalhando os seus filhos, ela anseia pela morte do rei e com o aumento da preferência do seu segundo filho, Richard, para o trono. O filho mais novo, John, é o único filho afeto ao pai e a escolha deste após a morte do seu filho Henry. Mas John também é demasiado ansioso pelo poder e está disposto a tramar a morte do pai com o seu meio-irmão, Geoffrey e o jovem rei de França, Phillip. Geoffrey, obviamente tem noção do seu irmão mais novo e da fraqueza da sua rota a caminho do poder. Obviamente, existe muita intriga política e na Corte.

## Elenco
- Patrick Stewart… Henrique 2.º
- Glenn Close… Leonor, rainha de Inglaterra
- Andrew Howard… Ricardo 1.º
- John Light… Godofredo 2.º
- Rafe Spall… João de Inglaterra
- Jonathan Rhys Meyers… Felipe 2.º da França
- Yuliya Vysotskaya… Adela de França
- Clive Wood… Capitão William Marshal

## Prémios
Emmy Awards
- Melhor guarda-roupa – minissérie, filme ou especial[carece de fontes?]

Golden Globe Awards
- Melhor atriz – minissérie ou filme para televisão[carece de fontes?]

Screen Actors Guild (SAG)
- Melhor atriz – minissérie ou filme para televisão[carece de fontes?]